# Liste d'importations et d'exportations télévisées québécoises
Cet article présente la liste d'importations et d'exportations télévisées québécoises.

## Importations
| Adaptation québécoise                    | Émission(s) originale                  | Origine          |
| ---------------------------------------- | -------------------------------------- | ---------------- |
| Action Réaction                          | Chain Reaction                         | États-Unis       |
| Atomes crochus                           | Match Game                             | États-Unis       |
| Le Bachelor                              | The Bachelor                           | États-Unis       |
| Le Banquier                              | Miljoenenjacht                         | Pays-Bas         |
| Le Banquier                              | Deal or No Deal                        | États-Unis       |
| Caméra Café                              | Caméra Café                            | France           |
| Célibataire et nu                        | Dating Naked                           | États-Unis       |
| Le Cercle                                | Face Off                               | États-Unis       |
| Le Cercle                                | La Cible                               | France           |
| La classe de 5e                          | Are You Smarter Than a 5th Grader?     | États-Unis       |
| Dans l'œil du dragon                     | Dragon's Den                           | Canada anglais   |
|                                          | Dragon's Den                           | Lieux variés     |
| Devine combien je gagne                  | Win my Wage                            | Royaume-Uni      |
| Double défi                              | Double Dare                            | États-Unis       |
| Drôles de vidéos                         | America's Funniest Home Videos         | États-Unis       |
| En Thérapie                              | In Treatment                           | États-Unis       |
| L'épicerie en folie                      | Supermarket Sweep                      | États-Unis       |
| Facteurs de risque                       | Now or Neverland                       | Pays-Bas         |
| Facteurs de risque                       | Fear Factor (en)                       | États-Unis       |
| Fais-moi un dessin                       | Win, Lose or Draw                      | États-Unis       |
| Frank vs Girard                          | Kenny vs Spenny                        | Canada anglais   |
| La Fureur                                | La Fureur                              | France           |
| Des gens pas ordinaires                  | The Surreal Life                       | États-Unis       |
| La Guerre des clans                      | Family Feud                            | États-Unis       |
| Les insolences d'une caméra              | Candid Camera                          | États-Unis       |
| Jeopardy!                                | Jeopardy                               | États-Unis       |
| La Job                                   | The Office (UK)                        | Royaume-Uni      |
| Legendre idéal                           | The ? Show                             | Finlande         |
| Lingo                                    | Lingo                                  | États-Unis       |
| Lingo                                    | Lingo                                  | Pays-Bas         |
| Loft Story                               | Big Brother                            | Pays-Bas         |
| Loft Story                               | Loft Story                             | France           |
| Madame, monsieur, posez votre question ! | J'ai une question à vous poser         | France           |
| Les Magnifiques                          | Ladykrasher                            | Allemagne        |
| Ma Maison RONA                           | Dream Home                             | Nouvelle-Zélande |
| Mais où se cache Carmen Sandiego ?       | Where in the World is Carmen Sandiego? | États-Unis       |
| Le match des étoiles                     | Strictly Come Dancing                  | Royaume-Uni      |
| Le match des étoiles                     | Dancing with the Stars                 | Lieux variés     |
| Misez juste                              | The Price is Right                     | États-Unis       |
| Le Moment de vérité                      | Happy Family Plan                      | Japon            |
| Le Moment de vérité                      | The moment of truth                    | Royaume-Uni      |
| Le Moment de vérité                      | Celebrities under pressure             | Royaume-Uni      |
| Pyramide                                 | The $xx,000 Pyramid                    | États-Unis       |
| Pyramide                                 | Pyramide                               | France           |
| Price Is Right: À vous de jouer          | The Price is Right                     | États-Unis       |
| La roue chanceuse                        | Wheel of Fortune                       | États-Unis       |
| SNL Québec                               | Saturday Night Live                    | États-Unis       |
| Star Académie                            | Operación Triunfo                      | Espagne          |
| Star Académie                            | Star Academy                           | France           |
| Tout le monde en parle                   | Tout le monde en parle                 | France           |
| Taxi Payant                              | Cash Cab                               | Royaume-Uni      |
| Taxi Payant                              | Taxi Cash                              | France           |
| Union libre des Amériques                | Union libre                            | France           |
| Les enfants de la télé                   | Les enfants de la télé                 | France           |
| Vingt-et-un                              | Twenty-One (en)                        | États-Unis       |
| La Voix                                  | The Voice of Holland                   | Pays-Bas         |
| Titre inconnu (en production)            | The Apprentice                         | États-Unis       |
| Face au mur,                             | The Wall                               | États-Unis       |
| Silence on joue                          | Hollywood Game Night                   | États-Unis       |
| Les Invisibles                           | Dix pour cent                          | France           |

## Exportations
C'est à partir dans les années 70 que la télévision québécoise s'exporte, la première fut Quelle famille! écrit par Janette Bertrand et Jean Lajeunesse qui est diffusé sans sous-titres ni doublé en France. 
« Les gens nous reconnaissent dans la rue » - Janette Bertrand, Ma vie en trois actes
À ce jour, les émissions les plus exportés sont Lol:-) (vendue sur les 5 continents), Surprise sur prise (100 pays) & Un gars, une fille (vingtaine de pays),. 
| Titre original                        | Titre de l’adaptation                        | Lieu            |
| ------------------------------------- | -------------------------------------------- | --------------- |
| 19-2                                  | 19-2                                         | Canada anglais  |
| Les Bougon, c'est aussi ça la vie!    | Les Bougon                                   | Canada (Québec) |
| Le cœur a ses raisons                 | Grzeszni i Bogaci                            | Polonais        |
| Les Détecteurs de mensonges           | Titre inconnu (statut de production inconnu) | Finlande        |
| Les Détecteurs de mensonges           | Titre inconnu (statut de production inconnu) | Pologne         |
| Donnez au suivant                     | Titre inconnu (en production)                | France          |
| Donnez au suivant                     | Titre inconnu (en production)                | Maroc           |
| Un gars, une fille                    | Plus de 20 autres adaptations                | Lieux variés    |
| Les Hauts et les Bas de Sophie Paquin | Sophie                                       | Canada anglais  |
| Les Hauts et les Bas de Sophie Paquin | Titre inconnu                                | Russie          |
| Like-moi!                             | Like-moi !                                   | France          |
| D'Iberville                           | D'Iberville                                  | France          |
| D'Iberville                           | D'Iberville                                  | Suisse          |
| D'Iberville                           | D'Iberville                                  | Belgique        |
| D'Iberville                           | D'Iberville                                  | Monaco          |
| D'Iberville                           | D'Iberville                                  | Luxembourg      |
| The Mad Dash                          | Duety do Mety                                | Pologne         |
| Paquet voleur                         | Trade Up                                     | États-Unis      |
| Paquet voleur                         | Trade Up                                     | Royaume-Uni     |
| Paquet voleur                         | Titre inconnu (statut de production inconnu) | Espagne         |
| Piment fort                           | Titre inconnu (statut de production inconnu) | Danmark         |
| Piment fort                           | Titre inconnu (statut de production inconnu) | Suède           |
| Piment fort                           | Titre inconnu (statut de production inconnu) | Royaume-Uni     |
| Rumeurs                               | Rumours                                      | Canada anglais  |
| Les Lavigueur, la vraie histoire      | El Gordo                                     | Espagne         |
| Les Invincibles                       | Les Invincibles                              | France          |
| Les Parent                            | Titre inconnu (en production)                | Espagne         |
| Les Parent                            | Les Parent                                   | France          |
| Les Parent                            | Titre inconnu (en production)                | Grèce           |
| Les Parent                            | Rodzinka.pl                                  | Pologne         |
| La Cour des grands                    | Titre inconnu (statut de production inconnu) | France          |
| La Famille Plouffe                    | Viva Valdez                                  | États-Unis      |
| Plan B                                | Titre inconnu                                | Allemagne       |
| Plan B                                | Titre inconnu                                | Espagne         |
| Plan B                                | Titre inconnu                                | France          |
| Quelle famille!                       | Les Tremblay, quelle famille!                | France          |
| Une grenade avec ça?                  | Fries with That?                             | Canada anglais  |